# Home Nations Championship 1895
L'Home Nations Championship 1895 (in gallese Pencampwriaeth Rygbi'r Pedair Gwlad 1895) fu la 13ª edizione del torneo annuale di rugby tra le squadre nazionali di Galles, Inghilterra, Irlanda e Scozia.
La Scozia tornò al successo per la quinta volta, pareggiando quindi il numero di titoli vinti dall'Inghilterra; lo scontro decisivo si tenne all'Athletic Ground di Londra, sede del Richmond, e gli scozzesi si imposero portando a casa, oltre al titolo, anche Triple Crown e Calcutta Cup.
Fu l'ultimo torneo a tenersi nell'era del codice unico del rugby: a fine estate di quello stesso anno, il 29 agosto 1895, 21 club scissionisti provenienti da Lancashire e Yorkshire si riunirono all'Hotel George di Huddersfield per sancire la loro disaffiliazione dalla Rugby Football Union e creare una nuova federazione, la Northern Rugby Football Union, con regole che permettessero il rimborso spese ai giocatori che perdevano giornate di lavoro, e il pagamento dei viaggi e delle trasferte, tutte materie sempre fieramente osteggiate dalla RFU, refrattaria a permettere a qualsiasi titolo che i giocatori percepissero denaro; la nuova federazione in seguito varò nuove regole del gioco, tra cui quelle del numero di elementi della squadra, ridotti a tredici, e nei primi anni del XIX secolo la disciplina da essa governata divenne nota come rugby league o rugby a XIII, mentre invece il rugby che aveva subìto la scissione divenne noto come rugby union o rugby a 15.
Il valore delle marcature, come stabilito dall’IRFB nel 1893, era: 3 punti per ciascuna meta (5 se trasformata), 3 punti per la realizzazione di ciascun calcio piazzato, 4 punti per la realizzazione di ciascun drop o mark.

## Nazionali partecipanti e sedi
| Squadra     | Città           | Impianto interno      |
| ----------- | --------------- | --------------------- |
| Galles      | Cardiff Swansea | Arms Park St. Helen's |
| Inghilterra | Richmond        | Athletic Ground       |
| Irlanda     | Dublino         | Lansdowne Road        |
| Scozia      | Edimburgo       | Raeburn Place         |

## Risultati
| Arbitro: | James Smith |

|              |    |                                  |
| Elsey Graham | mt | Carey Leslie-Jones Thomson Woods |
|              | tr | Mitchell                         |

| Arbitro: | Edgar Holmes |

|          |      |          |
| Gowans   | mt   |          |
| A. Smith | tr   |          |
|          | mark | Bancroft |

| Arbitro: | Graham Findlay |

|          |    |              |
| L. Magee | mt | Fegan Thomas |

| Arbitro: | H.L. Ashmore |

|                |    |  |
| Campbell Welsh | mt |  |

| Arbitro: | William Wilkins |

|       |      |            |
|       | mt   | G. Neilson |
| Byrne | c.p. | G. Neilson |

| Arbitro: | Edward Holmes |

|          |    |       |
| Pearson  | mt | Crean |
| Bancroft | tr |       |

## Classifica
| Pos | Squadra     | G | V | N | P | PF | PS | DP  | Pt |
| --- | ----------- | - | - | - | - | -- | -- | --- | -- |
| 1   | Scozia      | 3 | 3 | 0 | 0 | 17 | 7  | +10 | 6  |
| 2   | Inghilterra | 3 | 2 | 0 | 1 | 23 | 15 | +8  | 4  |
| 3   | Galles      | 3 | 1 | 0 | 2 | 15 | 22 | −7  | 2  |
| 4   | Irlanda     | 3 | 0 | 0 | 3 | 6  | 17 | −11 | 0  |